# بيلي أوت
بيلي أوت (بالإنجليزية: Billy Ott)‏ هو لاعب كرة قاعدة أمريكي، ولد في 23 نوفمبر 1940 في نيويورك في الولايات المتحدة، وتوفي في 18 فبراير 2015 في هافرستراو في الولايات المتحدة.